# Propalaeotherium
Il Propalaeotherium (letteralmente: primo animale selvatico primitivo) fu un primo genere di cavallo, a sua volta antenato del Palaeotherium ed entrambi discendenti dal primo cavallo ancestrale, l'Hyracotherium, mentre il Propaleotheres e Paleotheres non erano gli antenati del cavallo moderno. Scomparve 45 milioni di anni fa, nel periodo Eocene.

Il nome Propalaeotherium venne attribuito dal paleontologo ed entomologo Paul Gervais per indicare la sua precedenza rispetto al Palaeotherium, è stato considerato appartenente alla famiglia dei Palaeotheriidae dal paleontologo J. J. Hooker nel 1986. Tuttavia, un più recente studio del 2004, lo ha riclassificato come appartenente alla famiglia degli equidi.

## Dimensioni ridotte
I propaleoteri furono piccoli animali, che misuravano dai 30 ai 60 cm alla spalla, come gli attuali tapiri neonati. Non avevano zoccoli, ma tre piccole dita con unghie. Erano erbivori; si cibavano di bacche e vari vegetali. I resti fossili furono portati alla luce in Germania presso la Valle del Geisel e Messel. Caratteristico per il suo collo corto, il suo cranio misurava fino a 22 centimetri ed era allungato e a forma di cuneo; l'osso occipitale era a forma di rettangolare ed in parte concava; l'osso nasale occupava quasi metà della lunghezza del cranio, misurando a volte anche 10 centimetri di lunghezza. L'incisivo nasale sporgeva dalla cavità nasale solo circa 3 centimetri ed era quindi più corto rispetto a quello del Palaeotherium. La linea della fronte era dritta e non curva come nel caso del Hyracotherium e del Palaeotherium, caratteristica che lo avvicina agli attuali cavalli. Gli altri incisivi erano relativamente piccoli ed appuntiti.

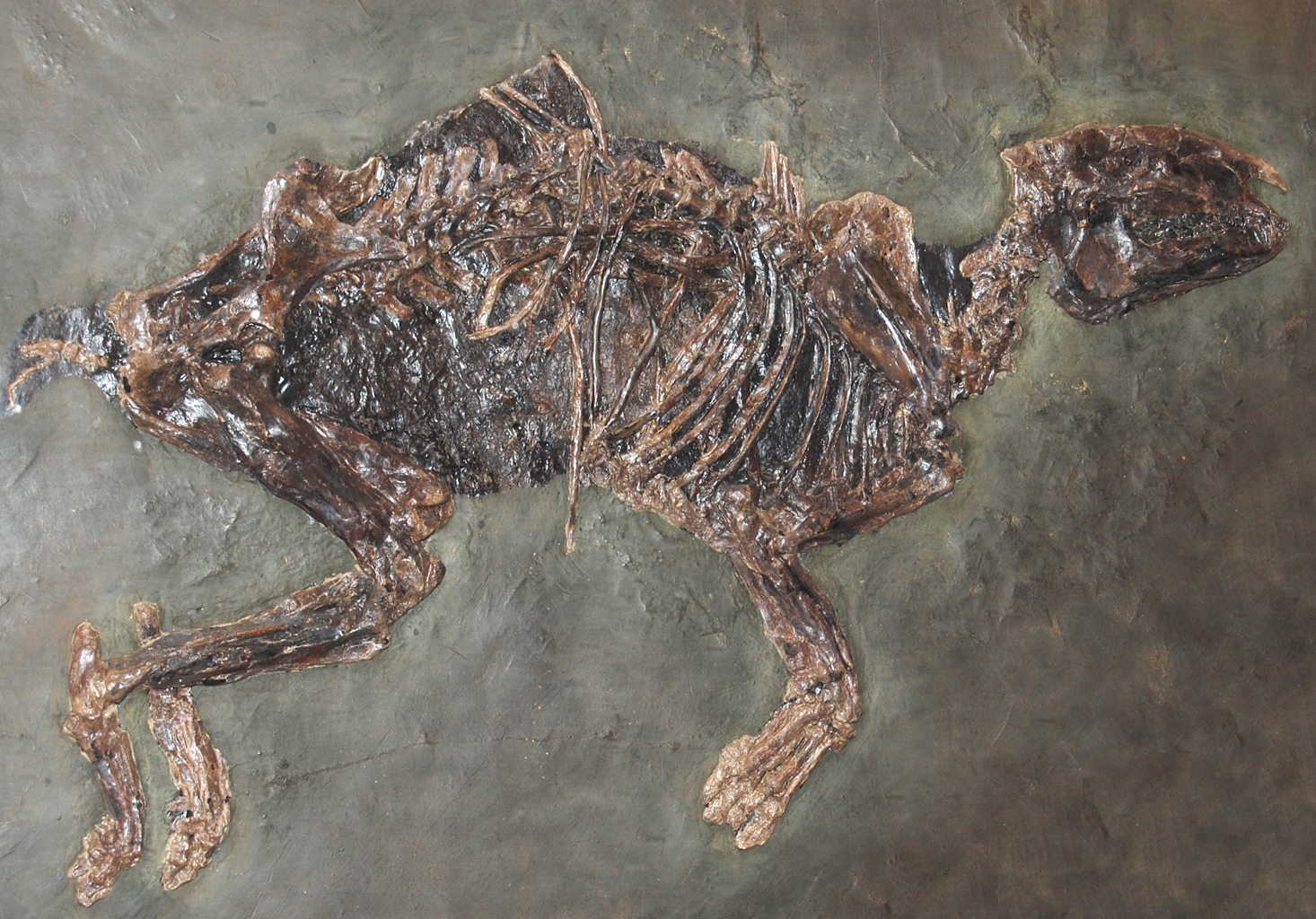
Fossile di Propalaeotherium conservato al Naturhistorisches Museum di Vienna.